# Federația de Fotbal a Capului Verde
Federația de Fotbal a Capului Verde (portugheză :Federação Caboverdiana de Futebol) (FFB) este forul ce guvernează fotbalul în Capul Verde. Se ocupă de organizarea echipei naționale și a campionatului.